# Liste von Fagottkonzerten
Fagottkonzerte und andere Werke für Fagott und Orchester nach Epochen sortiert und alphabetisch nach Komponist aufgeführt.

## 18. Jahrhundert

### Bach, Johann Christian(1735–1782)
- Fagottkonzert B-Dur
- Fagottkonzert Es-Dur

### Devienne, François(1759–1803)
- 5 Fagottkonzerte

### Dieter, Christian Ludwig (1757–1822)
- Concerto pour le basson, 1790

### Eichner, Ernst(1740–1777)
- Konzert für Fagott und Orchester C-Dur

### Graupner, Christoph(1683–1760)
- Fagottkonzert B-Dur, 1744

### Hoffmeister, Franz Anton(1754–1765)
- Fagottkonzert B-Dur

### Molter, Johann Melchior(1696–1765)
- Fagottkonzert B-Dur MWV 6.35

### Mozart, Wolfgang Amadeus(1756–1791)
- Fagottkonzert B-Dur KV 191/186e

### Müthel, Johann Gottfried(1728–1788)
- Concerto für Fagott und Kammerorchester C-dur

### Pfeiffer, Franz Anton (1750–1787)
- Concerto B-Dur für Fagott und Orchester

### Rosetti, Antonio(1750–1792)
- Fagottkonzert B-Dur

### Stamitz, Carl(1745–1801)
- 7 Fagottkonzerte

### Vanhal, Johann Baptist(1739–1821)
- Fagottkonzert C-Dur

### Vivaldi, Antonio(1678–1741)
- Fagottkonzert a-moll RV 497
- Fagottkonzert a-moll RV 498
- Fagottkonzert a-moll RV 499
- Fagottkonzert a-moll RV 500
- Fagottkonzert B-Dur RV 501 „La Notte“
- Fagottkonzert B-Dur RV 502
- Fagottkonzert B-Dur RV 503
- Fagottkonzert B-Dur RV 504

### Vogel, Johann Christoph(1756–1788)
- Konzert, für Fagott und Orchester, C-dur

## 19. Jahrhundert

### Aimon, Léopold  (1779–1866)
- Fagottkonzert Nr. 1
- Fagottkonzert Nr. 2

### Brandl, Johann Evangelist(1760–1837)
- Concertino für Fagott und Orchester, 1820

### Cramer, Franz Seraph (1783–1835)
- Concertino in C-Dur, 1813

### Crusell, Bernhard Henrik(1775–1838)
- Concertino für Fagott und Orchester, 1829

### Danzi, Franz(1763–1826)
- 5 Fagottkonzerte

### David, Ferdinand(1810–1837)
- Concertino für Fagott und Orchester C-Dur B-Dur op. 12, 1838

### Fischer, Michael Gotthard(1773–1829)
- Fagottkonzert B-Dur op.8

### Hummel, Johann Nepomuk(1778–1837)
- Grand Concerto für Fagott und Orchester F-Dur WoO 23, 1805

### Lindpaintner, Peter Joseph von(1791–1856)
- Fagottkonzert F-Dur LinL 173

### Mayseder, Joseph(1789–1863)
- Concertino für Fagott und Orchester

### Carl Maria von Weber(1786–1826)
- Andante und Rondo ungarese op. 35
- Fagottkonzert F-Dur für op. 75 J. 127 (1811 / revidiert 1822)

## 20. Jahrhundert

### Acker, Dieter(1940–2006)
- Fagottkonzert, 1979/80

### Ancelin, Pierre  (1934–2001)
- Konzert für Fagot und zehn Instrumente, 1977

### Bennett, Richard Rodney(1936–2012)
- Fagottkonzert, 1977

### Bozza, Eugène(1905–1991)
- Fagottkonzert op.49

### Brunner, Hans (1899–1958)
- Fagottkonzert op.36

### Bruns, Victor(1904–1996)
- Fagottkonzert op. 5
- Fagottkonzert op. 15
- Fagottkonzert op. 41
- Fagottkonzert op. 83

### Hummel, Bertold(1925–2002)
- Concertino für Fagott und Streicher op. 27b

### Jolivet, André(1905–1974)
- Konzert für Fagott, Streichorchester, Harfe und Klavier

### Williams, John(* 1932)
- The Five Sacred Trees, für Fagott und Orchester, 1995

## 21. Jahrhundert

### Åm, Magnar(* 1952)
- Einsam/omfavna, für Fagott und Orchester. Auftragswerk für Eirik Birkeland und das Philharmonische Orchester Oslo, 2005

### Carpenter, Gary (* 1951)
- Bassoon Concerto